# Las Vegas Tennis Open 2022 - Doppio
William Blumberg e Max Schnur erano i detentori del titolo ma solo Blumberg ha scelto di partecipare in coppia con Ben Shelton.
In finale Julian Cash e Henry Patten hanno sconfitto Constantin Frantzen e Reese Stalder con il punteggio di 6-4, 7–6(1).

## Teste di serie
1. André Göransson /  Ben McLachlan (semifinale)
2. Robert Galloway /  Hans Hach Verdugo (quarti di finale)

1. Julian Cash  /  Henry Patten (campioni)
2. Alex Lawson /  Artem Sitak (quarti di finale)

## Wildcard
1. Jack Atherton /  Thomas Navarro (primo turno)

1. Jack Vance /  Tennyson Whiting (primo turno)

## Tabellone

### Legenda
| - Q = Qualificato - WC = Wild card - LL = Lucky loser | - ALT = Alternate - SE = Special Exempt - PR = Protected Ranking | - w/o = Walkover - r = Ritirato - d = Squalificato |

|  | Primo turno | Primo turno                | Primo turno             | Primo turno | Primo turno |  |  | Quarti di finale | Quarti di finale          | Quarti di finale     | Quarti di finale     | Quarti di finale     |   |    | Semifinali | Semifinali               | Semifinali               | Semifinali                        | Semifinali                        |   |    | Finale | Finale | Finale | Finale | Finale |  |
|  |             |                            |                         |             |             |  |  |                  |                           |                      |                      |                      |   |    |            |                          |                          |                                   |                                   |   |    |        |        |        |        |        |  |
|  | 1           | A Göransson B McLachlan    | A Göransson B McLachlan | 6           | 6           |  |  |                  |                           |                      |                      |                      |   |    |            |                          |                          |                                   |                                   |   |    |        |        |        |        |        |  |
|  |             | JP Ficovich F Mena         | JP Ficovich F Mena      | 1           | 4           |  |  | 1                | A Göransson B McLachlan   | 4                    | 6                    | [10]                 |   |    |            |                          |                          |                                   |                                   |   |    |        |        |        |        |        |  |
|  |             | N Mejía M Pervolarakis     | N Mejía M Pervolarakis  | 7           | 6           |  |  |                  | N Mejía M Pervolarakis    | 6                    | 0                    | [6]                  |   |    |            |                          |                          |                                   |                                   |   |    |        |        |        |        |        |  |
|  |             | B Holt Z Svajda            | B Holt Z Svajda         | 5           | 1           |  |  |                  |                           |                      |                      |                      |   |    | 1          | A Göransson B McLachlan  | A Göransson B McLachlan  | 65                                | 1                                 |   |    |        |        |        |        |        |  |
|  | 3           | J Cash H Patten            | 7                       | 67          | [10]        |  |  |                  |                           | 3                    | J Cash H Patten      | J Cash H Patten      | 7 | 6  |            |                          |                          |                                   |                                   |   |    |        |        |        |        |        |  |
|  |             | A Harris E King            | 64                      | 7           | [6]         |  |  | 3                | J Cash H Patten           | J Cash H Patten      | J Cash H Patten      | w/o                  |   |    |            |                          |                          |                                   |                                   |   |    |        |        |        |        |        |  |
|  |             | B Lock C Lock              | B Lock C Lock           | 3           | 5           |  |  |                  | A Cozbinov S Kozlov       | A Cozbinov S Kozlov  | A Cozbinov S Kozlov  |                      |   |    |            |                          |                          |                                   |                                   |   |    |        |        |        |        |        |  |
|  |             | A Cozbinov S Kozlov        | A Cozbinov S Kozlov     | 6           | 7           |  |  |                  |                           |                      |                      |                      |   |    | 3          | Julian Cash Henry Patten | Julian Cash Henry Patten | 6                                 | 7                                 |   |    |        |        |        |        |        |  |
|  |             | C Frantzen R Stalder       | C Frantzen R Stalder    | 6           | 6           |  |  |                  |                           |                      |                      |                      |   |    |            |                          |                          | Constantin Frantzen Reese Stalder | Constantin Frantzen Reese Stalder | 4 | 61 |        |        |        |        |        |  |
|  |             | E Clark A Kovacevic        | E Clark A Kovacevic     | 4           | 4           |  |  |                  | C Frantzen R Stalder      | C Frantzen R Stalder | 6                    | 7                    |   |    |            |                          |                          |                                   |                                   |   |    |        |        |        |        |        |  |
|  | WC          | J Atherton T Navarro       | J Atherton T Navarro    | 2           | 4           |  |  | 4                | A Lawson A Sitak          | A Lawson A Sitak     | 4                    | 5                    |   |    |            |                          |                          |                                   |                                   |   |    |        |        |        |        |        |  |
|  | 4           | A Lawson A Sitak           | A Lawson A Sitak        | 6           | 6           |  |  |                  |                           |                      |                      |                      |   |    |            | C Frantzen R Stalder     | C Frantzen R Stalder     | 6                                 | 7                                 |   |    |        |        |        |        |        |  |
|  |             | W Blumberg B Shelton       | W Blumberg B Shelton    | 6           | 7           |  |  |                  |                           |                      | W Blumberg B Shelton | W Blumberg B Shelton | 1 | 64 |            |                          |                          |                                   |                                   |   |    |        |        |        |        |        |  |
|  | WC          | J Vance T Whiting          | J Vance T Whiting       | 3           | 6           |  |  |                  | W Blumberg B Shelton      | 6                    | 63                   | [10]                 |   |    |            |                          |                          |                                   |                                   |   |    |        |        |        |        |        |  |
|  |             | A Chandrasekar V Prashanth | 2                       | 6           | [3]         |  |  | 2                | R Galloway H Hach Verdugo | 4                    | 7                    | [8]                  |   |    |            |                          |                          |                                   |                                   |   |    |        |        |        |        |        |  |
|  | 2           | R Galloway H Hach Verdugo  | 6                       | 4           | [10]        |  |  |                  |                           |                      |                      |                      |   |    |            |                          |                          |                                   |                                   |   |    |        |        |        |        |        |  |